# دار بير عباس (ماهرو)
دار بیر عباس (بالفارسية: درپیر عباس) هي قرية تقع في إيران في قسم ماهرو الریفي. يقدر عدد سكانها بـ 45 نسمة .